# Mwanalima Adam
Mwanalima Adam Jereko (née le 4 septembre 1997), surnomée Dogo, est une footballeuse internationale kényane évoluant au poste d'attaquant. Elle joue pour le Kansas City Current de la National Women's Soccer League (NWSL) et est capitaine de l'équipe nationale du Kenya.

## Carrière

### En club
Jereko commence sa carrière professionnelle avec Mombasa Olympic quand elle est au lycée avant de signer dans le club kenyan de Premier League féminin Thika Queens FC en 2018. Elle contribue au record d'invicibilité en 2021. 
En fin 2021, Jereko rejoint le club Hakkarigücü Spor en Turquie dans la Super Ligue turque 2021-22,,.  Elle y marque son premier triplé professionnel le 2 avril 2022 lors d'une victoire 6-0 contre Dudullu, portant son total de la saison à 11 buts lors de ses 17 premiers matchs. Elle est devenue capitaine du Hakkarigücü Spor en 2023. 
Elle signe au club NWSL Kansas City Current, le 16 août 2024,. 

### En sélection
Jereko est sélectionnée pour le Kenya au niveau sénior lors des qualifications à la Coupe d'Afrique des nations féminine en 2018.

## Palmarès
Courant de Kansas City
- Coupe d'été féminine NWSL x Liga MX : 2024[7]

### Note
- (en) Cet article est partiellement ou en totalité issu de l’article de Wikipédia en anglais intitulé « Mwanalima Adam Jereko » (voir la liste des auteurs).